# 葉桜

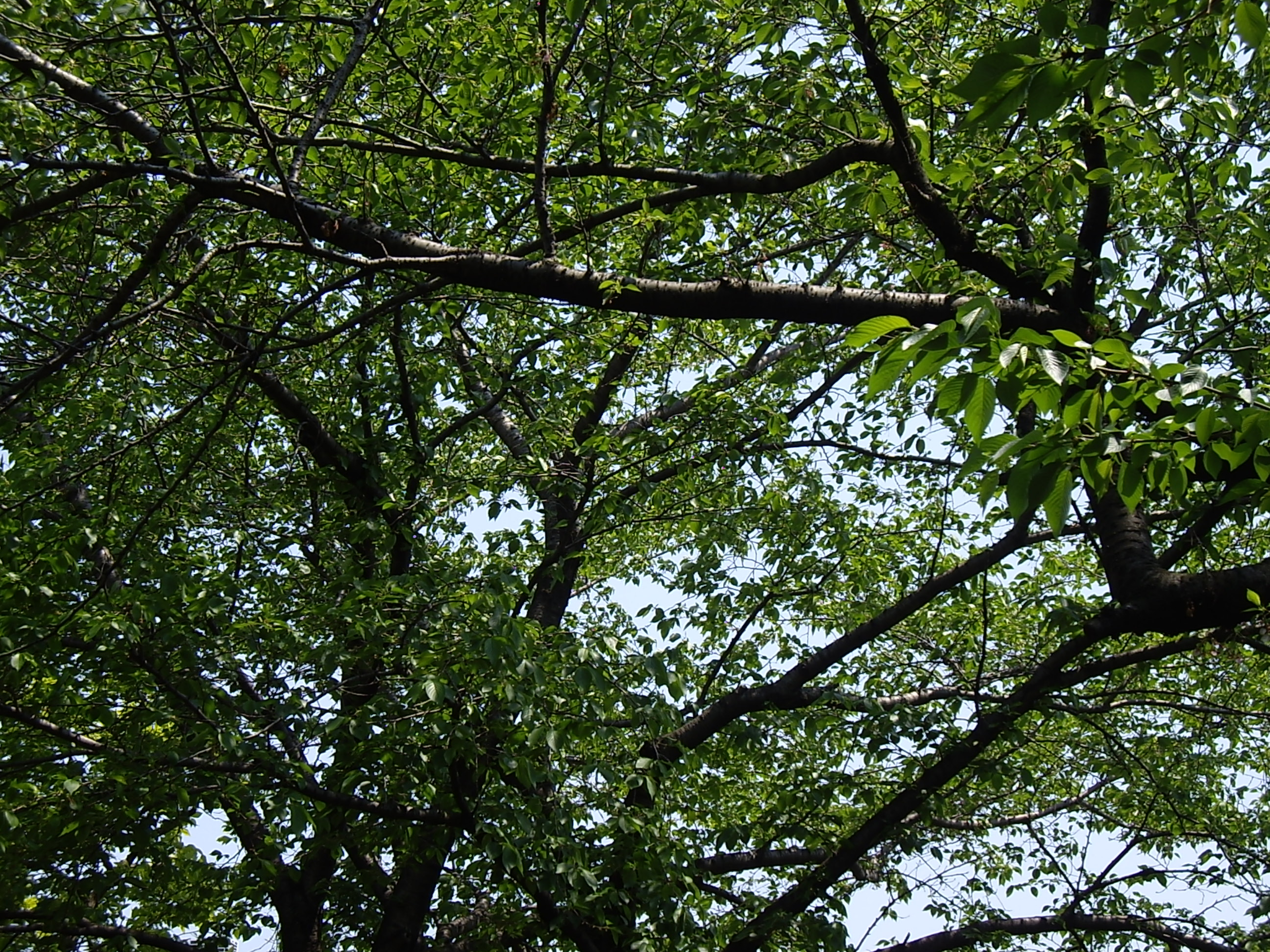
葉桜

葉桜（はざくら）とは、桜の花が散り若葉が出始めた頃から新緑で覆われた時期までの桜の木、またはその様を言う。
『葉ざくらや奈良に二日の泊り客（与謝蕪村）』、『葉ざくらや人に知られぬ昼あそび（永井荷風）』のように夏の季語として用いられる。

## 概要
一般に観桜・花見において、葉桜と呼ぶ時期は、満開の頃淡い薄紅色一色であった桜が、花びらが散り始め、同時に若葉が芽吹き始めて新緑の葉の色が混ざり、遠目にくすんで見える頃から、桜の花びらが全て落花し、めしべ・おしべが残って樹木全体に赤みが残っている頃まで、あるいは、樹木全体が新緑の葉で瑞々しく艶を帯びた状態で覆われる頃までである。それ以降の時期で単に葉が茂っている状態の桜を葉桜と呼ぶことはない。
桜の開花状態を示す指標の一分咲き・二分咲きと同様に葉桜では葉と花の割合を示す言葉として満開以降は舞い始め、六分葉桜、七分葉桜、八分葉桜、九分葉桜のように呼ぶ。以下の表は樹木における花と葉の割合による主な呼び名の一覧である。
| 呼び名 | 開花      | 一分咲き | 三分咲き | 五分咲き | 七分咲き | 九分咲き | 満開 （舞い始め） | 一分葉桜 | 三分葉桜 | 五分葉桜 | 七分葉桜 | 九分葉桜 | 葉桜 |
| ------ | --------- | -------- | -------- | -------- | -------- | -------- | ----------------- | -------- | -------- | -------- | -------- | -------- | ---- |
| 桜花   | 限りなく0 | 10%      | 30%      | 50%      | 70%      | 90%      | 100%              | 90%      | 70%      | 50%      | 30%      | 10%      | 0%   |
| 葉桜   | -         | -        | -        | -        | -        | -        | 若葉の出始め      | 10%      | 30%      | 50%      | 70%      | 90%      | 100% |

## 葉の塩漬け
木の樽に平たく重ねて入れた桜の葉は塩漬けされ、桜葉漬け、さくら葉（さくらば）と呼ばれ食用として利用される。
さくら葉はほのかな香りを活かし、桜餅やアイスクリーム、クッキーなどに混ぜ、香り付けの材料として用いられる。
和菓子の桜餅を包む食用のさくら葉は大島桜の葉を用い、静岡県賀茂郡松崎町が日本一の生産量で全国需要の7割を占める。
さくら葉の香りの成分は芳香族化合物のクマリンと呼ばれる精油成分に由来するもので生の葉ではあまり匂わないが、塩漬けされることで香りが現れる。食用に大島桜が用いられる理由は他の桜に比べてクマリンが多いことによる。クマリンは他にトンカ豆（トンカ・ビーン）から抽出され、1876年に人工的に合成された。